# راویو انیمیشن
راویو انیمیشن (به انگلیسی: Rovio Animation, Ltd.) بخش انیمیشن کایکِن انترتینمنت پس از خریداری آن از مالک اصلی آن، راویو انترتینمنت، در مارس ۲۰۱۷ است. این شرکت توسط مدیر عامل سابق راویو، مایکل هد هدایت می‌شود.
تلویزیون سونی پیکچرز پس از فیلم پرندگان خشمگین توزیع را برای تولیدات تلویزیونی خود انجام می‌دهد.

## فیلم شناسی

### سریال های تلویزیونی
| #  | عنوان                                      | ژانر. دسته                | وضعیت      | شبکه      |
| -- | ------------------------------------------ | ------------------------- | ---------- | --------- |
| ۱  | پندگان خشمگین تونز                         | کمدی ماجراجویی اسلپ استیک | پایان یافت | تونز.تی‌وی |
| ۲  | قصه های پیگی                               | کمدی                      | پایان یافت | تونز.تی‌وی |
| ۳  | پرندگان خشمگین استلا                       | درام کمدی ماجراجویی       | پایان یافت | تونز.تی‌وی |
| ۴  | پرندگان خشمگین آبی‌ها                       | درام کمدی ماجراجویی       | پایان یافت | تونز.تی‌وی |
| ۵  | پرندگان خشمگین برلد کاپ                    | درام کمدی ماجراجویی       | پایان یافت | N/A       |
| ۶  | پرندگان خشمگین جاذبه صفر                   | درام کمدی ماجراجویی       | پایان یافت | N/A       |
| ۷  | پرندگان خشمگین در حال فرار                 | استاپ موشن کمدی           | پایان یافت | یوتیوب    |
| ۸  | پرندگان خشمگین کارگاه خلاقیت               | انیمیشن ماجراجویی         | پایان یافت | یوتیوب    |
| ۹  | داستان های تیرکمان بچه گانه پرندگان خشمگین | انیمیشن                   | در انتظار  | یوتیوب    |
| ۱۰ | مشکل حباب پرندگان خشمگین                   | انیمیشن                   | پایان یافت | یوتیوب    |
| ۱۱ | پرندگان خشمگین: جنون تابستانی              | ماجراجویی کمدی اسلپ استیک | در انتظار  | نتفلیکس   |

### فیلم های بلند
| # | عنوان                 | تاریخ انتشار | کارگردان(های)                             | نویسنده(ها)                                                    | تهیه کننده(ها)       | توزیع کننده(ها)          | تولید مشترک با                     | بودجه          | فروش گیشه         | راتن تومیتوز | متاکریتیک |
| - | --------------------- | ------------ | ----------------------------------------- | -------------------------------------------------------------- | -------------------- | ------------------------ | ---------------------------------- | -------------- | ----------------- | ------------ | --------- |
| ۱ | فیلم پرندگان خشمگین   | ۲۰ مه ۲۰۱۶   | خاک رس فرگال ریلی                         | فیلمنامه نویس: جان ویتی داستان از: مایکل هد میکو پولا جان کوهن | جان کوهن کاترین ویدر | گروه سینمایی تصاویر سونی | تصاویر کلمبیا                      | ۷۳ میلیون دلار | ۳۲۵٫۲ میلیون دلار | ۴۳٪          | ۴۴        |
| ۲ | فیلم پرندگان خشمگین ۲ | ۲ اوت ۲۰۱۹   | توروپ ون اورمان جان رایس (کارگردان مشترک) | پیتر آکرمن ایال پودل جاناتان ای. استوارت                       | جان کوهن             | گروه سینمایی تصاویر سونی | کلمبیا پیکچرز، سونی پیکچرز انیمیشن | ۶۵ میلیون دلار | ۱۵۴٫۷ میلیون دلار | 73٪          | ۶۰        |